# The Times They Are a-Changin'
| 전문가 평가                   | 전문가 평가 |
| 평가 점수                     | 평가 점수   |
| 출처                          | 점수        |
| ----------------------------- | ----------- |
| AllMusic                      | [ 2 ]       |
| Encyclopedia of Popular Music | [ 3 ]       |
| Entertainment Weekly          | B           |
| MusicHound Rock               | 4/5         |
| The Rolling Stone Album Guide | [ 6 ]       |
| Tom Hull                      | B+          |

《The Times They Are a-Changin'》은 1964년 1월 13일, 컬럼비아 레코드가 발표한 미국의 싱어송라이터 밥 딜런의 세 번째 스튜디오 음반이다. 그의 이전 음반인 《Bob Dylan》과 《The Freewheelin' Bob Dylan》은 커버곡 중 원작으로 구성되었지만, 딜런의 세 번째 음반은 오리지널 작곡만 사용한 첫 번째 음반이었다. 이 음반은 대부분 인종 차별, 빈곤, 사회적 변화와 같은 이슈들에 대해 극명하게 편곡된 발라드로 구성되어 있다. 타이틀곡은 딜런의 가장 유명한 곡 중 하나이다. 많은 사람들은 딜런이 1960년대를 특징짓는 사회적 정치적 격변의 정신을 담아냈다고 느낀다.
일부 비평가들과 팬들은 그의 이전 작품에 비해 유머나 음악적 다양성이 부족하다는 이유로 음반 전체와 비교해서 그렇게 생각하지 않았다. 그럼에도 불구하고, 《The Times They Are a-Changin'》은 미국 차트에서 20위를 정점에 달했고, 결국 골드를 따냈고, 1965년에 영국에서 뒤늦게 4위에 올랐다.

## 대중 문화의 모습
1994년 딜런은 리치 헤이븐스가 수행한 감사 및 회계 회사인 쿠퍼스 & 라이브랜드의 광고에 사용될 〈The Times They Are a-Changin'〉을 허가했다. 2년 후인 1996년, 피트 시거의 노래 버전이 몬트리올 은행의 TV 광고에 사용되었다. 이 노래는 또한 영화 《왓치맨》에서 오프닝 몽타주의 배경곡으로 사용되었다.
이 음반과 곡은 작가 월터 아이작슨의 스티브 잡스의 전기에서 언급되고 있는데, 이 곡은 잡스에게 특히 의미 있는 딜런의 작품으로서, 잡스와 존 스컬리가 아이맥의 공개에 사용할 곡의 가사가 무엇인지 토론하는 영화에서도 언급되고 있다.

## 곡 목록
모든 곡들은 밥 딜런에 의해 작사/작곡하였다.
| #  | 제목                              | 재생 시간 |
| -- | --------------------------------- | --------- |
| 1. | 〈The Times They Are a-Changin'〉 | 3:15      |
| 2. | 〈Ballad of Hollis Brown〉        | 5:06      |
| 3. | 〈With God on Our Side〉          | 7:08      |
| 4. | 〈One Too Many Mornings〉         | 2:41      |
| 5. | 〈North Country Blues〉           | 4:35      |

| #  | 제목                                     | 재생 시간 |
| -- | ---------------------------------------- | --------- |
| 1. | 〈Only a Pawn in Their Game〉            | 3:33      |
| 2. | 〈Boots of Spanish Leather〉             | 4:40      |
| 3. | 〈When the Ship Comes In〉               | 3:18      |
| 4. | 〈The Lonesome Death of Hattie Carroll〉 | 5:48      |
| 5. | 〈Restless Farewell〉                    | 5:32      |

## 인증
| 국가                       | 인증 | 판매량/출하량 |
| -------------------------- | ---- | ------------- |
| 영국 (BPI)                 | 골드 | 100,000^      |
| 미국 (RIAA)                | 골드 | 500,000^      |
| ^출하량을 기반으로 한 인증 |      |               |